# Schie
Schie er en samlet betegnelse for fire vandløb i området omkring Overschie i det sydlige Holland. De fire vandløb er Delftse Schie, Delfshavense Schie, Rotterdamse Schie og Schiedamse Schie. Eksistensen af de fire vandløb er et resultat af middelalderlig rivalisering og enighed mellem byerne Delft, Rotterdam, og Schiedam om skat og afgifter på handel og transport.

## Baggrund
Den oprindelige Schie var en sumpet bæk i området Schiebroek, der løb ind i den tidligere Merwede i den nuværende by Overschie. Byen Delft opstod langs bækken og gav navn til en Delf (udgravning), hvilket kunne indikere, at vandløbet her er delvist udgravet. De første udgravninger til Schie kan have været påbegyndt allerede tilbage i romersk tid, da den nærliggende Corbulokanal også blev udgravet.
I år 1150 blev der konstrueret en dæmning (Schielands Hoge Zeedijk) langs Merwede, hvilket transformerede de ydereliggende flodområder til kogger og skubbede Schies udmunding længere mod syd, hvortil en dæmning blev placeret ved udmundingen. Den nye bebyggelse, der voksede frem ved dæmningen, fik navnet Schiedam og blev en vigtigt by, eftersom den kunne opkræve afgifter på skibe og handel, der passerede forbi byen i retning mod Delft og videre.
I 1280 blev kanalen Poldervaart anlagt for at dræne det østlige amt af Delfland. Kanalen fik direkte adgang til Merwede. Imidlertid medførte rivalisering og uenighed diverse godsejere og byer imellem, at endnu en kanal blev konstrueret mellem Overschie og Rotterdam i 1343, hvorved Schie blev opsplittet ved Overshie i de to separate vandløb Rotterdamse Schie og den oprindelige Schiedamse Schie. Schiedams mistede derved kontrollen over handlen på Schie.
I 1389 tildelte hertugen Albrecht van Beieren Delft retten til at grave dens egen kanal til Merwede. I den forbindelse blev de eksisterende afsnit fra Delft til Overshie udvidet og fik navnet Delftse Schie. Derfra blev en ny kanal udgravet frem til Merwede og ved dens udmunding byggede Delft deres egen nye havn: Delfshaven. Hele afsnittet fik navnet Delfshavense Schie.
Siden 1893 har Delftse Schie og kanalen Vliet været slået sammen til kanalen Rijn-Schiekanaal der fortsætter op til Leiden.
I 1903 var der brud på et dige nær Kandelaar, hvorved næsten hele Schie blev tømt ud i de omkringliggende marker.
I 1933 blev havnen Coolhaven færdigbygget. Denne sørger for en bedre forbindelse mellem Delfshavense Schie og Nieuwe Maas, og mindsker skibstrafikken på de andre Schie-kanaler.
Efter bombardementet af Rotterdam under 2. verdenskrig blev ruinerne fra den ødelagte by brugt til at fylde Rotterdamse Schie op, hvorfor kun en lille sektion af Rotterdamse Schie ved Overschie endnu eksisterer.

## Nuværende situation
Delfshavense Schie er i dag hovedskibsforbindelse mellem Delftse Schie og Nieuwe Maas. Den bruges ligeledes til at styre vandbeholdningen. Derimod er Rotterdamse Schie for hovedparten fyldt op og Schiedamse Schie ikke meget brugt til skibstrafik.
- Delftse Schie
- Delft Schieoevers
- Johannes Vermeer  Udsigt over Delft  (c.1660(1) med floden Schie i forgrunden
- Kort fra 1512, med Overschie (forrest), Rotterdam (top/venstre), og Delfshaven (top/højre). Schiedam ville have været til højre, uden for kortet
- Rotterdamse Schie